# Wermländska Musikaliska Harmoniska Sällskapet
Wermländska Musikaliska Harmoniska Sällskapet grundades den 17 december 1816 på initiativ av hovjunkaren friherre Adolf Fredrik Uggla på Bredene på Värmlandsnäs. Uggla hade tidigare på året gått ut med ett upprop om att starta ett musikaliskt sällskap och samlat 760 "vördnads-, aktnings- och älskvärde" medlemmar. Bland stiftarna märks namn som Geijer, Haeffner och Åhlström. I matrikeln för 1817 noteras 367 herrar och 274 damer.
Sällskapet, som kort och gott benämndes "Det Harmoniska", skulle verka för "utbredande af en nöjsam förädlande och oskyldig sysselsättning med Musik på lediga stunder och för att även därigenom söka förekomma ledsnad och utswäfvningar hos den uppväxande ungdomen".
Verksamheten bestod bland annat i offentliga och privata konserter i samband med den stora Persmässe marknad i Karlstad. Konserterna hölls i frimurarlogens assemblésal, i domkyrkan och i privata hem. År 1817 beslöts att årliga konserter skulle hållas på kronprinsens namnsdag 4 oktober (Frans-dagen, eftersom blivande Oscar I hette Josef Frans Oscar), sällskapets grundläggningsdag 17 december, samt under Karlstads vintermarknad i februari. På Kristi himmelsfärdsdag skulle en välgörenhetskonsert hållas till förmån för fattiga ståndspersoner.
När Wermländska Musikaliska Harmoniska Sällskapet upplöstes efterträddes det av Wermländska Soarésällskapet, grundat 1827.